# Cantó de Rennes-le-Blosne
El cantó de Rennes-le-Blosne (bretó Kanton Roazhon-le-Blosne) és una divisió administrativa francesa situat al departament d'Ille i Vilaine a la regió de Bretanya.

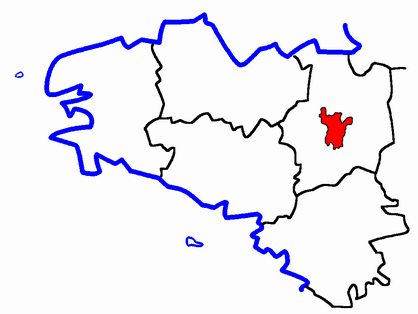
Situació del cantó

## Composició
El cantó aplega la comuna de Rennes, fracció de le Blosne entre l'avinguda Henri Fréville a l'oest, els boulevards Leroux i Grimaud al nord i la rue de Vern a l'est

## Història
| Data d'elecció                           | Identitat    | Partit | Qualitat |
| ---------------------------------------- | ------------ | ------ | -------- |
| 2004-                                    | Jean Normand | PS     |          |
| les dades anteriors no són pas conegudes |              |        |          |
|                                          |              |        |          |